# Hartmut Herrmann

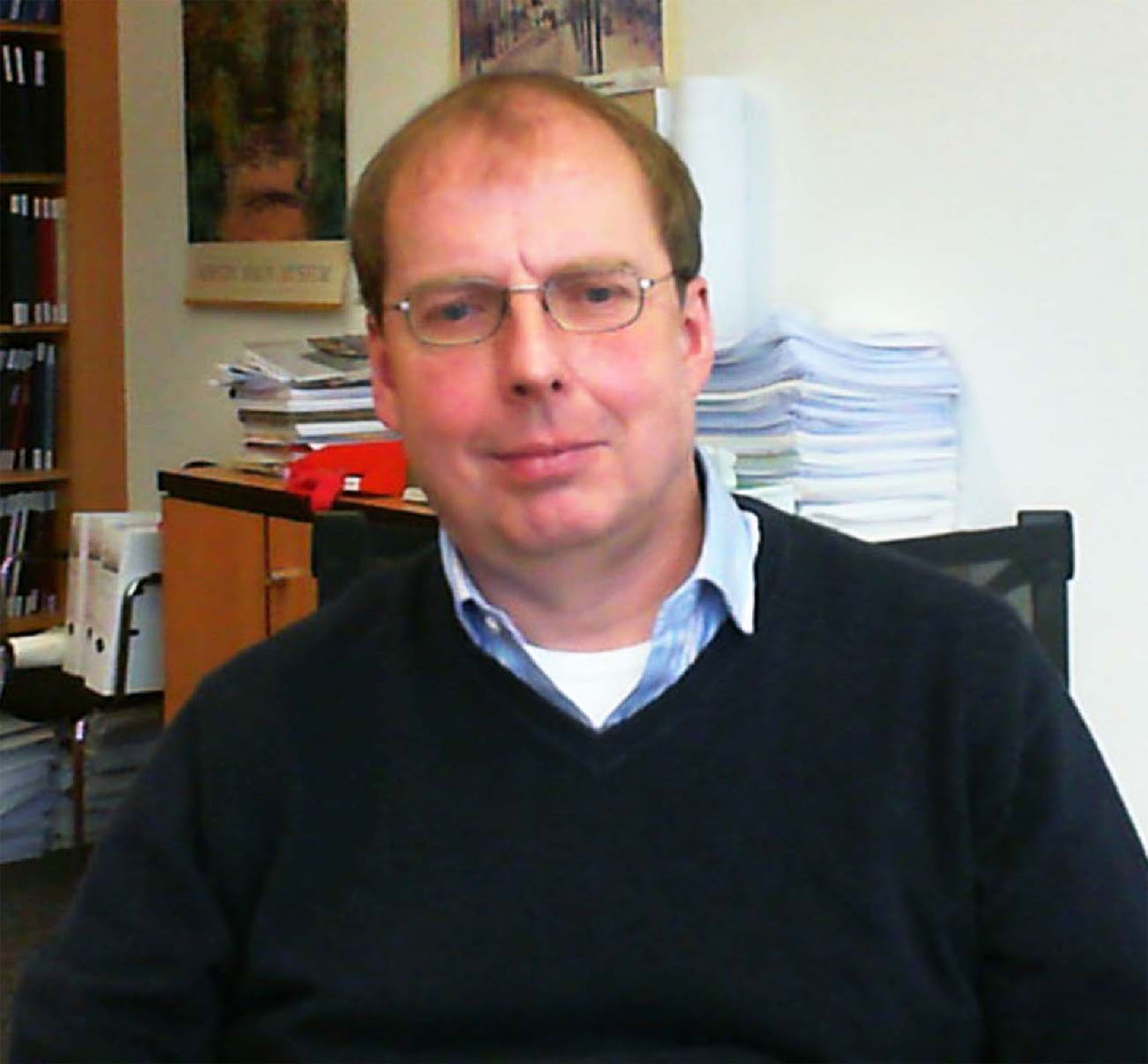
Hartmut Herrmann am TROPOS, Leipzig

Hartmut Herrmann (* 24. Dezember 1961 in Stolzenau, Niedersachsen) ist ein deutscher Chemiker und Hochschullehrer.
Er ist seit 1998 Professor für Atmosphärenchemie an der Universität Leipzig und Leiter der Abteilung Chemie der Atmosphäre (ACD) am Leibniz-Institut für Troposphärenforschung (TROPOS) in Leipzig. Daneben ist er seit 2015 Professor in Environmental Science and Engineering an der Fudan-Universität, Shanghai, China, sowie seit 2018 „Distinguished Visiting Professor“ an der School of Environmental Science and Engineering an der Shandong-Universität, Shandong, China.

## Leben

### Herkunft und Ausbildung
Herrmann stammt aus dem ländlichen Stolzenau und besuchte von 1972 bis 1981 die Albert-Schweitzer-Schule in Nienburg, ein neusprachlich-naturwissenschaftliches Gymnasium.
Nach seinem Grundwehrdienst nahm Herrmann zum Wintersemester 1982 ein Studium der Chemie an der Georg-August-Universität Göttingen auf und schloss dieses 1987 mit dem Diplom am Institut für Physikalische Chemie ab. Der Titel seiner Abschlussarbeit war „Blitzlichtphotolyse Konduktometrie-Untersuchungen und Simulationsrechnungen zur Photolyse des Nitrat-Ions“ und wurde von Reinhard Zellner betreut.
Im Anschluss promovierte Herrmann von 1987 bis 1990 zum Thema „Zeitaufgelöste Laser-Photolyse und Stopped-Flow-Untersuchungen atmosphärisch-chemischer Oxidantien in wässriger Phase“.

### Berufliche Laufbahn
Nach seiner Promotion war Herrmann von 1990 bis 1992 zunächst wissenschaftlicher Angestellter am Institut für Physikalische Chemie und Elektrochemie der Universität Hannover und dann am Institut für Physik und Theoretische Chemie der Universität Essen. Im Anschluss war Herrmann am gleichen Institut als wissenschaftlicher Assistent weiter an der Universität Essen tätig und schloss 1998 seine Habilitation im Fachbereich Chemie zum Thema „Photochemische Bildung, Spektroskopie und Kinetik freier Radikale in wässriger Lösung“ ab. Während der Zeit in Essen verbrachte er mehrere Forschungsaufenthalte am California Institute of Technology, mit Michael R. Hoffmann. Hier beschäftigte er sich im Wesentlichen mit der Photokatalyse, deren Anwendungen in der Chemie in wässriger Lösung und der Atmosphärenchemie.
Während des Abschlusses seiner Habilitation in Essen erhielt Herrmann einen Ruf nach Leipzig und ist dort seit 1998 als Professor für Chemie der Atmosphäre an der Universität Leipzig, verbunden mit der Leitung der Abteilung Chemie der Atmosphäre (ACD) des Leibniz-Institut für Troposphärenforschung (TROPOS). In der Forschung erweiterten sich mit dem Gang an das Leipziger Institut die Arbeiten Herrmanns erheblich: Neben den Flüssigphasen-Untersuchungen wurden nun Untersuchungen von Gasphasen- und heterogenen Reaktionen aufgenommen, die Multiphasen-Modellierung mit CAPRAM stark systematisiert und erweitert und schließlich ein umfangreiches Programm zu Feldmessungen zur Chemie der Atmosphäre entwickelt und seither durchgeführt.
Er ist Mitglied sowohl der Fakultät für Physik und Geowissenschaften als auch der Fakultät für Chemie und Mineralogie der Universität Leipzig. Herrmann war in der akademischen Selbstverwaltung der Universität als gewähltes Mitglied im Fakultätsrat der Fakultät für Physik und Geowissenschaften und im Konzil der Universität tätig.
Herrmann ist seit 2015 Professor in Environmental Science and Engineering an der Fudan-Universität, Shanghai, China, sowie seit 2018 „Distinguished Visiting Professor“ an der School of Environmental Science and Engineering an der Shandong-Universität.
Er fungiert seit 2011 als stellvertretender Direktor des Leibniz-Instituts für Troposphärenforschung (TROPOS) in Leipzig.

### Persönliches
Hartmut Herrmann ist verheiratet und hat drei Kinder.

## Wirken
Die Forschungen von Herrmann zielen darauf ab, das troposphärische Mehrphasensystem bis zu seiner Vorhersagbarkeit zu verstehen.
Dazu führt er Modellentwicklungen auf der Grundlage experimenteller Labor- und Feldversuche durch. Im Rahmen der Laboruntersuchungen werden physikalische und analytische chemische Methoden zur Untersuchung von Prozessen in der Gasphase, in wässrigen Systemen, in organischen Partikeln, an Oberflächen und auch gekoppelten Mehrphasenphänomenen eingesetzt. Bei der Feldarbeit werden Techniken genutzt, um die chemische Prozessierung und die resultierende Zusammensetzung von troposphärischen Partikeln, Wolken und Regen in ihrem komplexen Zusammenwirken zu verstehen.
Professor Herrmann war an 117 drittmittelfinanzierten Forschungsprojekten beteiligt, die sowohl von der EU, der Deutschen Forschungsgemeinschaft (DFG), dem Bundesministerium für Bildung und Forschung (BMBF), dem Landesamt für Umwelt, Landwirtschaft und Geologie (LfULG) und anderen in Deutschland gefördert wurden.

## Engagements und Mitgliedschaften
- Mitglied der Gesellschaft Deutscher Chemiker (GDCh) (seit 2004 Leiter des Arbeitskreises Atmosphärenchemie in der Fachgruppe Umweltchemie und Ökotoxikologie)[21]
- Mitglied der Deutschen Bunsen-Gesellschaft für Physikalische Chemie (DBG)
- Seit 2018: Vorsitzender des Arbeitsausschusses Feinstäube (AAF) von ProcessNet, GDCh und KRdL[22]
- Seit 2016: Mitglied der IUPAC Task Group on Atmospheric Chemical Kinetic Data Evaluation
- Von 2004 bis 2013: Mitglied des wissenschaftlichen Beirats der Kommission Reinhaltung der Luft (KRdL) (Gemeinschaftseinrichtung von VDI und DIN)[23][24]
- Seit 2004: Mitglied des Gemeinschaftsausschusses Chemie, Luftqualität und Klima (CLK) von ProcessNet, der GDCh und der DBG
- Seit 2000: Fellow der International Union of Pure and Applied Chemistry (IUPAC)

## Auszeichnungen
- 2024 Auszeichnung als PIFI Distinguished Scientist der CAS President’s International Fellowship Initiative (PIFI)
- 2024 Ehrenpreis für wissenschaftliche Exzellenz der American Chemical Society mit der Fachgruppe Umweltchemie (ACSENV)[25]
- 2024 Mitglied der Leibniz-Sozietät[26]
- 2024 Mitglied der Academia Europaea
- 2018–2020: Double-Hundred Talent Preis der Provinz Shandong
- 2009/2010: Gay-Lussac-Humboldt-Preis für Exzellenz in der Wissenschaft und die Förderung von französisch-deutscher wissenschaftlicher Kollaboration[27][28]
- 1997: Forschungsbeihilfe für Habilitanden des Fonds der Chemischen Industrie (FCI)
- 1991/1992: NATO-Ausbildungs- und Fortbildungsstipendium des Deutschen Akademischen Austauschdienstes (DAAD)[29]
- 1990: Studienabschlussstipendium des Fonds der Chemischen Industrie (FCI)[30]
- 1987: Promotionsstipendium des Fonds der Chemischen Industrie (FCI)[31]

## Veröffentlichungen (Auswahl)
Herrmann hat 445 begutachtete Artikel und 22 Übersichtsartikel und Buchkapitel veröffentlicht (Stand 09/2024).

### Referierte Publikationen
- Poulain, L., Spindler, G., Grüner, A., Tuch, T., Stieger, B., Van Pinxteren, D., Petit, J.-E., Favez, O., Herrmann, H., Wiedensohler, A. Multi-year ACSM measurements at the central European research station Melpitz (Germany) – Part 1: Instrument robustness, quality assurance, and impact of upper size cutoff diameter. Atmospheric Measurement Techniques 13, 4973-4994, doi:10.5194/amt-13-4973-2020 (2020).
- Rusumdar, A. J., Tilgner, A., Wolke, R. Treatment of non-ideality in the SPACCIM multiphase model – Part 2: Impacts on the multiphase chemical processing in deliquesced aerosol particles. Atmospheric Chemistry and Physics 20, 10351-10377, doi:10.5194/acp-20-10351-2020 (2020).
- Hoffmann, E. H., Schrödner, R., Tilgner, A., Wolke, R., Herrmann, H. CAPRAM reduction towards an operational multiphase halogen and dimethyl sulfide chemistry treatment in the chemistry transport model COSMO-MUSCAT (5.04e). Geoscientific Model Development 13, 2587-2609, doi:10.5194/gmd-13-2587-2020 (2020).
- Schaefer, T., Wen, L., Estelmann, A., Maak, J., Herrmann, H. pH- and Temperature-Dependent Kinetics of the Oxidation Reactions of OH with Succinic and Pimelic Acid in Aqueous Solution. Atmosphere 11(4), doi:10.3390/atmos11040320 (2020).
- Spranger, T., van Pinxteren, D., Herrmann, H. Atmospheric “HULIS” in Different Environments: Polarities, Molecular Sizes, and Sources Suggest More Than 50% Are Not “Humic-like”. ACS Earth and Space Chemistry 4(2), 272, doi:10.1021/acsearthspacechem.9b00299 (2020).

### Reviews & Buchkapitel
- Pye, H. O. T., Nenes, A., Alexander, B., Ault, A. P., Barth, M. C., Clegg, S. L., Collett Jr, J. L., Fahey, K. M., Hennigan, C. J., Herrmann, H., Kanakidou, M., Kelly, J. T., Ku, I. T., McNeill, V. F., Riemer, N., The acidity of atmospheric particles and clouds, Atmospheric Chemistry and Physics, 20, 4809–4888, doi:10.5194/acp-20-4809-2020 (2020).
- Herrmann, H., Schaefer, T., Tilgner, A., Styler, S. A., Weller, C., Teich, M. and Otto, T., Tropospheric Aqueous-Phase Chemistry: Kinetics, Mechanisms, and Its Coupling to a Changing Gas Phase, Chemical Reviews, 115, 4259–4334, doi:10.1021/cr500447k (2015).
- Nielsen, C. J., Herrmann, H. and Weller, C., Atmospheric chemistry and environmental impact of the use of amines in carbon capture and storage (CCS), Chemical Society Reviews, 41, 6684–6704, doi:10.1039/c2cs35059a (2012).
- Herrmann, H. and Zellner, R., "Reactions of NO3-radicals in aqueous solution" The Chemistry of Free Radicals: N-Centered Radicals. Z. B. Alfassi. New York, Wiley: 291–343, ISBN 978-0-471-96186-4 (1996).
- Zellner, R. and Herrmann, H., "Free radical chemistry of the aqueous atmospheric phase" Spectroscopy in Environmental Science. R. J. H. Clark and R. E. Hester. London, Wiley. 24: 381–451, ISBN 978-0-471-95370-8 (1995).